# Staelia lanigera
Staelia lanigera là một loài thực vật có hoa trong họ Thiến thảo. Loài này được (DC.) K.Schum. miêu tả khoa học đầu tiên năm 1888.